# Otoko (rivière)
La rivière Otoko (en anglais : Otoko River)  est un cours d’eau de la région de la  West Coast de l’Île du Sud de la Nouvelle-Zélande.

## Géographie
Elle s’écoule en général vers le nord-ouest à partir des pentes Nord du 'Mount Hooker' dans les Alpes du Sud, atteignant la  rivière Paringa à 20 kilomètres au sud de ’Bruce Bay’.